# しらぬい (護衛艦)
しらぬい（ローマ字：JS Shiranui, DD-120）は、海上自衛隊の護衛艦。あさひ型護衛艦 (2代)の2番艦。艦名は「不知火」に由来し、この名を受け継ぐ日本の艦艇としては、旧海軍の東雲型駆逐艦「不知火」、陽炎型駆逐艦「不知火」に続き3代目にあたる。

## 艦歴
「しらぬい」は、中期防衛力整備計画（26中期防）に基づく平成26年度計画5000トン型護衛艦1614号艦として、三菱重工業長崎造船所で2016年5月20日に起工され、2017年10月12日に命名・進水、2018年7月5日に公試開始、2019年2月27日に就役し 、第3護衛隊群第7護衛隊に編入、定係港は大湊とされた。
なお、大湊基地に新造の護衛艦が配備されるのは「ゆうべつ」以来35年ぶりである。
2021年3月1日から5日にかけて、関東南方からグアム北方の海空域において護衛艦「いせ」、「はるさめ」、とともに米海軍駆逐艦「ジョン・S・マケイン」、「ベンフォールド」と日米共同訓練を実施した。
同年8月20日から11月25日にかけて護衛艦「かが」、「むらさめ」及び搭載航空機4機とともに令和3年度インド太平洋方面派遣訓練に参加する。海自からは他に潜水艦1隻、第1航空隊第11飛行隊所属のP-1哨戒機1機が参加し、インド太平洋地域の各国や同地域に艦艇を派遣している欧州主要国の海軍等との共同訓練等を実施する。8月26日から29日にかけて、西太平洋（フィリピン海）において実施された日米印豪共同訓練（マラバール2021）に参加した。米海軍からは駆逐艦「バリー」、補給艦「ユーコン」、P-8A哨戒機が、インド海軍からはフリゲート「シヴァリク」、コルベット「カドマット」、P-8Iが、オーストラリア海軍からはフリゲート「ワラマンガ」が参加し、対潜戦訓練、防空戦訓練、洋上補給訓練等を実施した。9月1日、パラオ周辺海空域において、パラオ共和国海上保安局巡視船「ケダム」、「レメリーク II」と日パラオ親善訓練の実施した。
同年10月4日から9日にかけて、南シナ海において英海軍空母「クイーン・エリザベス」を中心とする英国空母打撃群（CSG21）と日米英蘭加新共同訓練を実施した。10月19日から24日にかけて、南シナ海において米海軍駆逐艦「ヒギンズ」と日米共同訓練を、10月26日にはハイフォン沖においてベトナム海軍哨戒艇「266号」と日越親善訓練を実施した。
同年10月28日から11月4日にかけて、南シナ海、東シナ海、日本海において、駆逐艦「ヒギンズ」、補給艦「ビッグホーン」と日米共同訓練を実施した。
2022年2月28日から3月4日にかけて、護衛艦「ひゅうが」、陸上自衛隊水陸機動団とともに関東南方からグアム北方の訓練海空域において日米共同訓練を実施した。米海軍からは駆逐艦「バリー」、「ミリアス」、「ヒギンズ」、「デューイ」、貨物弾薬補給艦「リチャード・E・バード」が、米海兵隊からは第3海兵機動展開部隊第5航空艦砲連絡中隊が参加し、対地射撃、対水上戦等を実施し、統合運用態勢及び日米同盟の抑止力・対処力の強化を図った。
同年10月13日、日本海において大湊地方総監部とともに海上保安庁と共同訓練実施した。海保からは第二管区海上保安本部、巡視船「でわ」・「つるぎ」・「しんざん」、巡視艇「すぎかぜ」、固定翼機（MA861）が参加し、重要施設等に向かう不審船を想定し、共同追跡・監視訓練、停船措置訓練、情報共有訓練を実施した。
同年11月8日から11月15日にかけて、関東南方海域において実施される日米印豪共同訓練（マラバール2022）に護衛艦「たかなみ」・「ひゅうが」、輸送艦「くにさき」、補給艦「おうみ」、潜水艦、P-1哨戒機、UP-3D多用機、特別警備隊とともに参加する。米海軍からは空母「ロナルド・レーガン」、巡洋艦「チャンセラーズビル」、駆逐艦「ミリウス」、P-8A哨戒機、特殊作戦部隊が、インド海軍からはフリゲート「シヴァリク」、コルベット「カモルタ」、P-8I、特殊作戦部隊、オーストラリア海軍からはフリゲート「アランタ」、補給艦「ストルワート」、潜水艦、オーストラリア空軍からはP-8Aが参加し、各種戦術訓練（対潜戦、対空戦、洋上補給等）を実施する。
2023年5月15日、令和5年度インド太平洋方面派遣（IPD23）に参加するため大湊基地を出港した。第1水上部隊として護衛艦「いずも」、「さみだれ」及び搭載航空機4機とともに「自由で開かれたインド太平洋」の実現に資するべく、インド太平洋地域の各国海軍等との共同訓練等を実施する予定。同年5月23日及び24日、本州南方空海域において、米海軍空母「ニミッツ」、巡洋艦「バンカー・ヒル」、駆逐艦「ウェイン・E・メイヤー」と各種戦術訓練（対水上戦、LINKEX等）を実施した。6月3日から6月5日にかけて、東シナ海において実施された日米豪加共同訓練（ノーブル・ウルフ）にP-1哨戒機とともに参加した。米海軍駆逐艦「チャンフーン」、オーストラリア海軍フリゲート「アンザック」、カナダ海軍フリゲート「モントリオール」、補給艦「アステリクス」が参加し、各種戦術訓練（対水上戦、LINKEX等）、PHOTOEXを実施した。同年6月24日、キリバス周辺においてキリバス共和国警察巡視船「テアノアイⅡ」と日豪キリバス親善訓練を実施した。同年7月1日から10日にかけて、グアム島周辺訓練海空域において実施された日米豪韓共同訓練（PACIFIC VANGUARD 23）に参加した。本艦のほか、海自潜水艦、米海軍駆逐艦「ハワード」、潜水艦、貨物弾薬補給艦「セザール・チャベス」、給油艦「ユーコン」、P‐8A、米海兵隊第3海兵機動展開部隊第5航空艦砲連絡中隊、オーストラリア海軍司令部幕僚、韓国海軍駆逐艦「ムンム・デワン」が参加し、各種戦術訓練（対水上射撃、対地射撃、対水上戦、対潜戦等）、PHOTOEXを実施した。同年8月11日から8月21日にかけて、シドニー及び豪州東方海空域において実施される日米印豪共同訓練（マラバール2023）に参加する。海上自衛隊からは本艦のほか特別警備隊が、米海軍から駆逐艦「ラファエル・ペラルタ」、補給艦「ラパハノック」、潜水艦、P-8A、特殊作戦部隊、インド海軍から駆逐艦「カルカッタ」、フリゲート「サヒャドリ」、オーストラリア海軍からは駆逐艦「ブリスベン」、揚陸艦「チャールズ」、潜水艦、特殊作戦部隊、同空軍からP-8A、F-35Aが参加し、停泊フェーズのほか、洋上フェーズでは各種戦術訓練（対潜戦、対空戦、対水上戦等）、洋上補給等を実施する。

### 歴代艦長
| 代       | 氏名       | 在任期間               | 出身校・期 | 前職                       | 後職                                                           | 備考     |
| 艤装員長 | 艤装員長   | 艤装員長               | 艤装員長   | 艤装員長                   | 艤装員長                                                       | 艤装員長 |
| -------- | ---------- | ---------------------- | ---------- | -------------------------- | -------------------------------------------------------------- | -------- |
| -        | 高須賀政信 | 2017.10.12 - 2019.2.26 | 防大33期   | 艦艇開発隊艦艇第1科長      | しらぬい艦長                                                   | [ 23 ]   |
| 艦長     |            |                        |            |                            |                                                                |          |
| 1        | 高須賀政信 | 2019.2.27 - 2020.7.30  | 防大33期   | しらぬい艤装員長           | 海上自衛隊第1術科学校 →2020.10.1 海上自衛隊第1術科学校研究部長 |          |
| 2        | 今若克啓   | 2020.7.31 - 2021.11.30 |            | 呉地方総監部管理部人事課長 | 護衛艦隊司令部                                                 |          |
| 3        | 堀部成由   | 2021.12.1 - 2022.12.15 | 防大38期   | 開発隊群司令部幕僚         |                                                                |          |
| 4        | 原 弘章    | 2022.12.16 - 2023.5.7  |            | 護衛艦隊司令部             | 水上戦術開発指導隊                                             |          |
| 5        | 南 和宏    | 2023.5.8 - 2024.8.25   |            | 護衛艦隊司令部             |                                                                |          |
| 6        | 大浦元靖   | 2024.8.26 -            | 防大38期   | 水上戦術開発指導隊         |                                                                |          |

## 装備
「しらぬい」には従来の人力操作の銃架に替えて、日本製鋼所が開発した国産RWS（遠隔操作式武器架）である「水上艦艇用機関銃架（遠隔操作型）」が2基装備される。これはもがみ型護衛艦（30FFM）への搭載が予定されているものと同一で、官給品である機関銃本体を除いた調達価格は1基あたり2,160万円である。

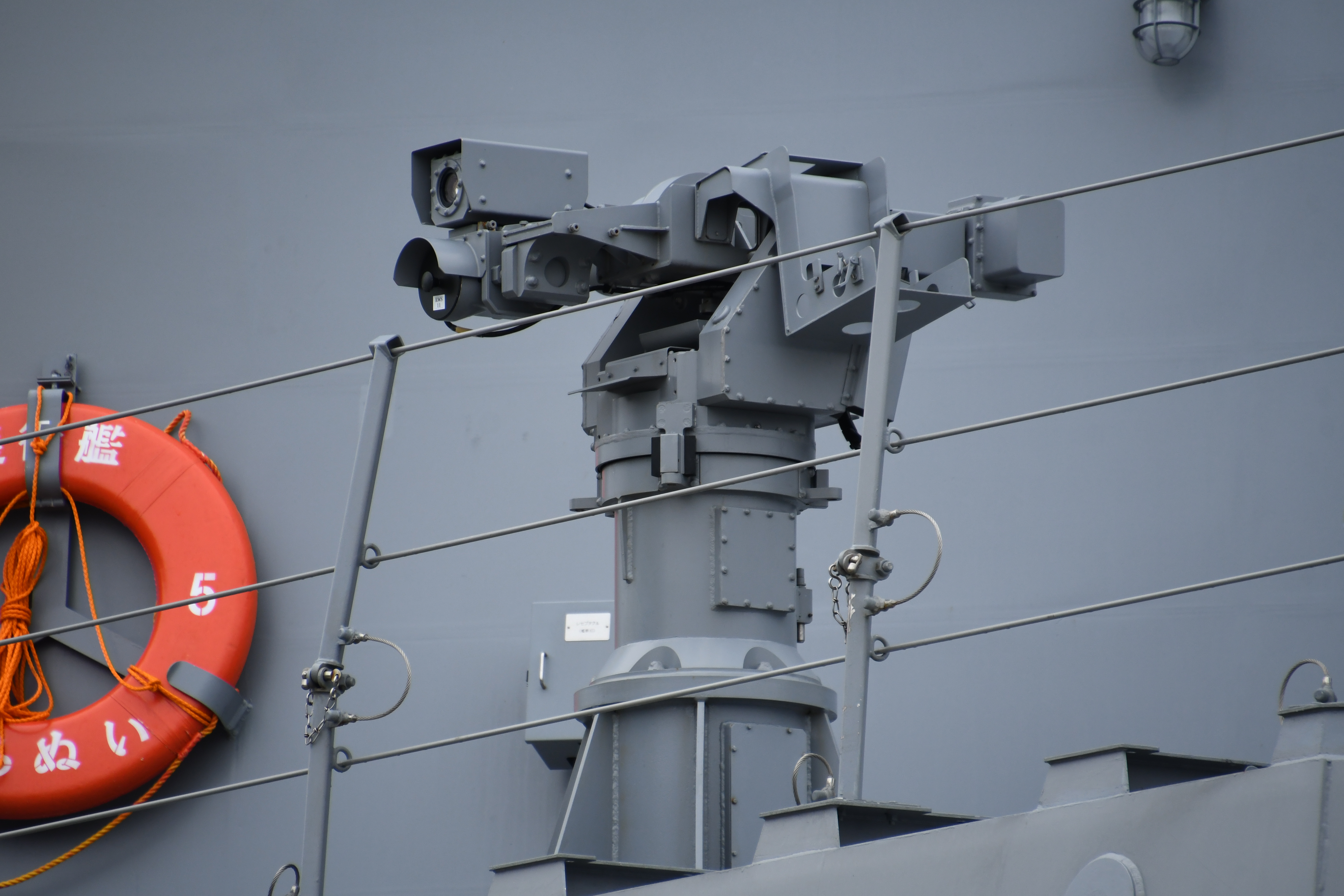
水上艦艇用機関銃架（遠隔操作型）（左側）
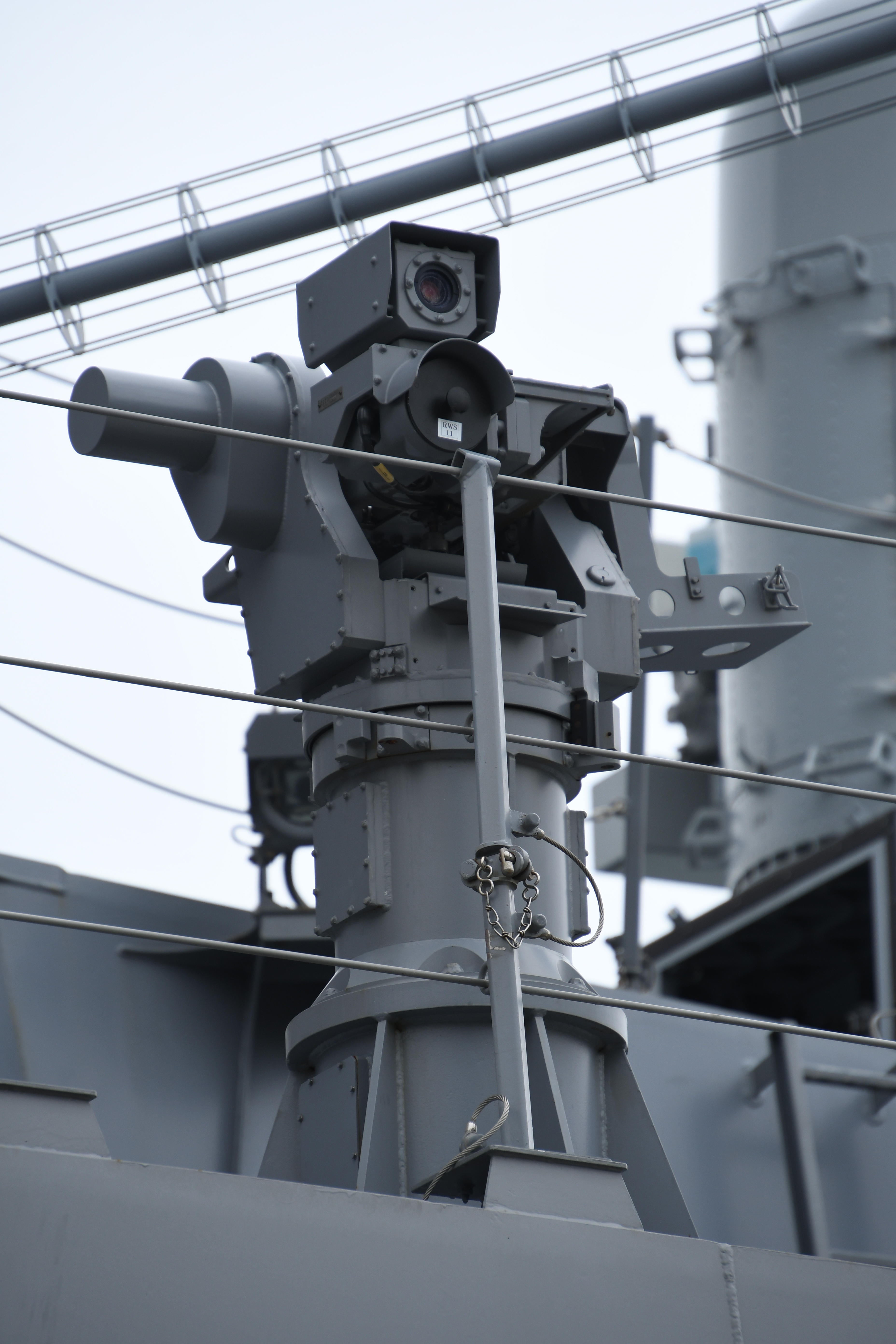
水上艦艇用機関銃架（遠隔操作型）（右側）

## ギャラリー
| インド太平洋方面派遣訓練のため大湊を出港する「しらぬい」（2021.8.20） |  | インド太平洋方面派遣訓練のため大湊を出港する「しらぬい」（2021.8.20） |
| インド太平洋方面派遣訓練のため大湊を出港する「しらぬい」（2021.8.20） |  |                                                                       |

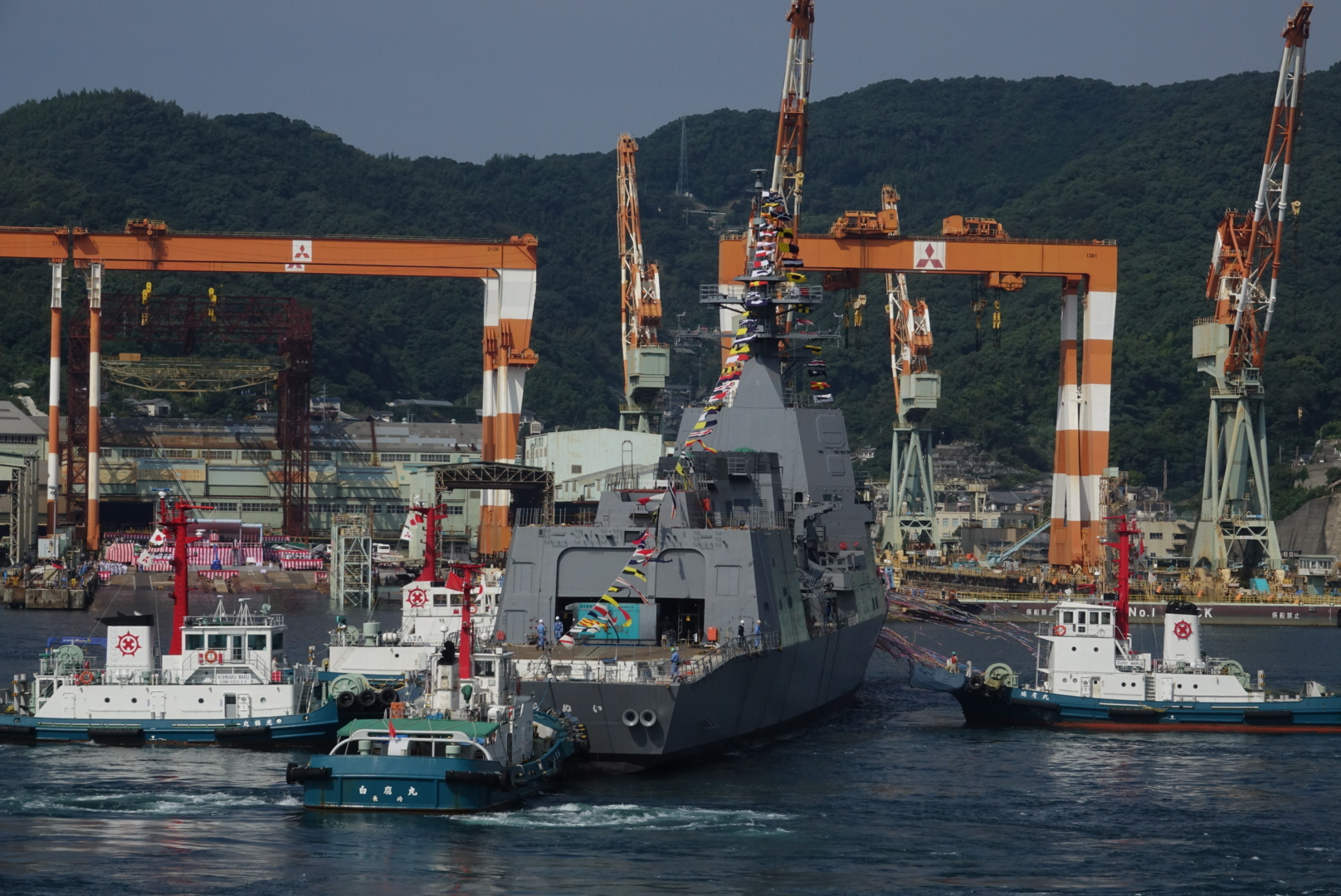
進水式当日の「しらぬい」
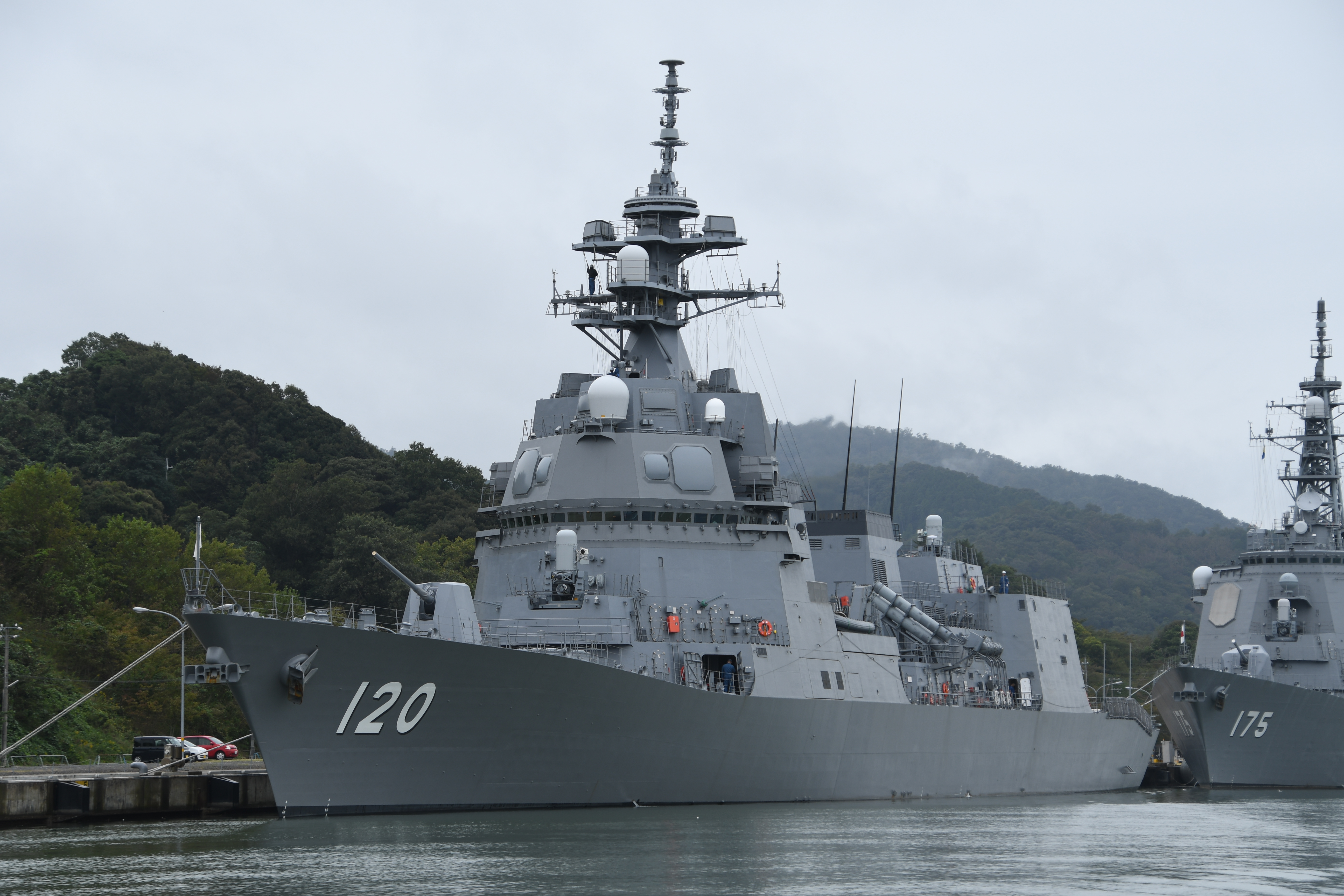
舞鶴基地にて
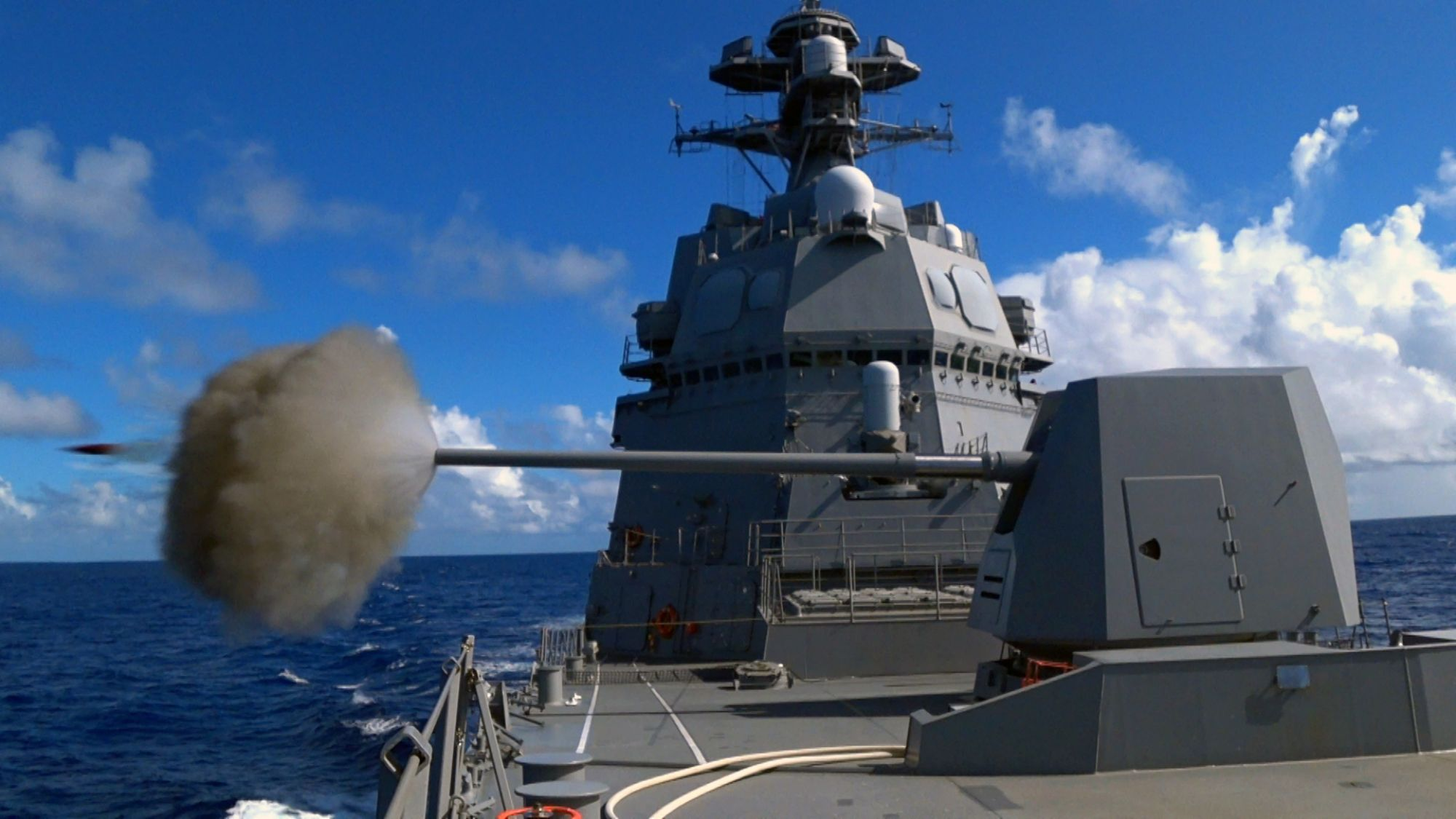
62口径5インチ単装砲を発射する「しらぬい」
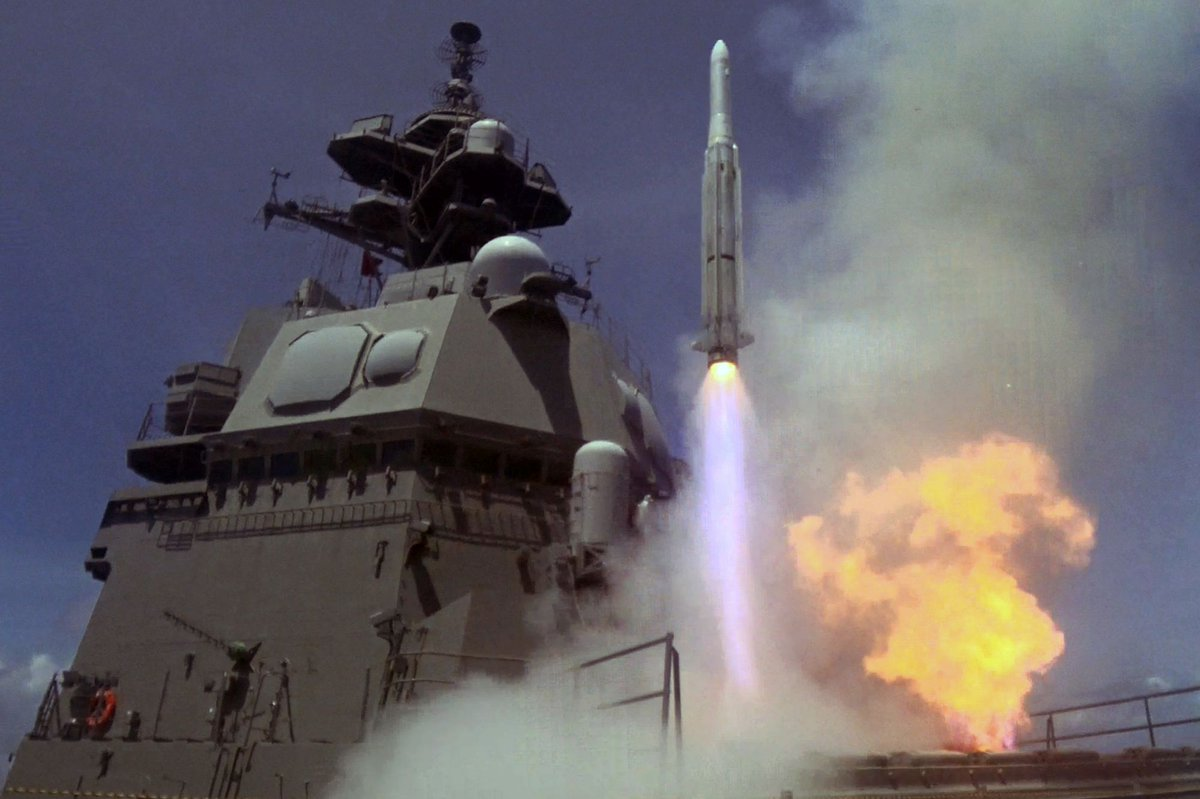
ESSM発射訓練（PACIFIC VANGUARD23において）